# Stigmatogobius signifer
Stigmatogobius signifer är en fiskart som beskrevs av Helen K. Larson 2005. Stigmatogobius signifer ingår i släktet Stigmatogobius och familjen smörbultsfiskar. Inga underarter finns listade i Catalogue of Life.